# Pogonatum otaruense
Pogonatum otaruense là một loài rêu trong họ Polytrichaceae. Loài này được Besch. mô tả khoa học đầu tiên năm 1893.